# Yes! We Have No Bananas
Yes! We Have No Bananas is een Amerikaans noveltylied uit 1923, geschreven door Frank Silver en Irving Cohn. Het werd een grote hit in 1923 en bereikte nummer 1 voor vijf weken. Het lied werd de best verkochte bladmuziek in de Amerikaanse geschiedenis. 
Het lied beschrijft een ontmoeting met een fruitverkoper die altijd begint met "Yes" in zijn zinnen. Het nummer werd populair tijdens historische gebeurtenissen, zoals de protesten in Belfast in 1932 en de Britse rantsoenering in de Tweede Wereldoorlog. In Nederland staat het ook bekend als het Bananenlied, uitgevoerd door de band De Boswachters in 1999. Het behaalde de 9e positie in de Nederlandse Top 40. 
Sinds 2019 bevindt de bladmuziek van het lied zich in het publieke domein in de Verenigde Staten, en vanaf 2024 zullen ook de eerste opnames in het publieke domein vallen.